# Pericallia magna
Pericallia magna är en fjärilsart som beskrevs av Alfred Ernest Wileman 1910. Pericallia magna ingår i släktet Pericallia och familjen björnspinnare. Inga underarter finns listade i Catalogue of Life.